# Цомик Герц Давидович
Герц Давидович Цомик (рос. Герц Давидович Цомык, 14 травня (1 червня) 1914, Могильов — 12 січня 1981, Свердловськ) — радянський віолончеліст.

## Біографія
Закінчив Тбіліську консерваторію, учень К. А. Міньяр-Белоручева. Володар першої премії на Всесоюзному конкурсі музикантів-виконавців у Москві (1933).
У 1946-1952 роках викладав в Тбіліській консерваторії, з 1952 року — в Свердловській, з 1954 року завідував кафедрою струнних інструментів. Одночасно з 1956 року був концертмейстром Симфонічного оркестру Свердловської філармонії. 
У 1940-50-і роки грав у складі фортепіанного тріо з Олександром Іохелесом та Марком Затуловським, потім протягом багатьох років був учасником Квартету імені Мясковського, за роботу в якому удостоєний звання Заслужений артист РРФСР (1981).
Серед учнів професора Цомика — заслужений артист Росії Сергій Пєшков. Син Г. Д. Цомика — заслужений лікар Російської Федерації, уролог Володимир Цомик.